# Schloss Pratteln
Das Schloss Pratteln ist ein ehemaliges Weiherschloss im Zentrum der Gemeinde Pratteln. Ursprünglich lag das Schloss freistehend am nördlichen Rand des Dorfkernes. Heute steht das Schloss inmitten einer Überbauung aus dem 19. Jahrhundert und unter Schutz der Eidgenossenschaft.

## Beschreibung
Das Schloss besitzt einen quadratischen Grundriss mit abgerundeten Ecken, ergänzt durch einen Turm und einer Toranlage auf der Südseite, sowie durch eine Küchenanlage auf der Ostseite. Rund die Hälfte der Grundfläche beansprucht das auf der Ostseite gelegene vierstöckige Hauptgebäude, der Rest wird durch einen Innenhof verwendet, der mit zwei Nebentrakten auf der Nord- und Südseite und einer Mauer auf der Westseite begrenzt ist.
Die äussere Fassade ist weiss verputzt. Der obere Teil des Eingangstor ist als Fachwerk ausgeführt, ebenso die Innenseite der Nebentrakte sowie die Teile der Fassade des Küchenanbaus. An der Toranlage war früher eine Ziehbrücke befestigt. Der Hauptbau besitzt am äusseren Rand zwei runde Ecktürme und ein Krüppelwalmdach. Ein Turm neben der Toranlage gelegen verbindet den Hauptbau mit dem südlichen Trakt. Während der Turm am unteren Teil noch rund ist, besitzt der obere Teil eine polygone Figur.

## Geschichte

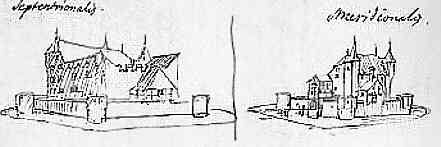
Das Schloss Pratteln von Norden und Südosten auf einer Federzeichnung von G.F. Meyer aus dem Jahr 1678.

1275 wurde das Schloss von den Herren von Eptingen im gleichen Jahr wie die Burg Madeln erbaut. Am 18. Oktober 1356, als das Basler Erdbeben sich ereignete, wurde das Schloss komplett zerstört. Gleich darauf wurde es von den Eptingern wiederaufgebaut. Wegen Geldnöten und Streitigkeiten innerhalb der Eptinger verkaufte 1521 Hans Friedrich von Eptingen das Schloss mit dem Dorf Pratteln an die Stadt Basel für 5000 Gulden. Nachdem 1549 Österreich auf die Herrschaft Pratteln verzichtet hatte, wurde das Schloss Basler Herrensitz und der Münchensteiner Landvogtei zugeteilt. Der Schlossherr wurde darauf ein privater „Landedelmann“ ohne hoheitliche Befugnisse. Besitzer des Schlosses waren Basler Bürger, welche öfters wechselten. 1773 wechselte das Schloss und sein grosser Grundbesitz den Besitzer und gehörte von nun an der öffentlichen Hand. Die Gemeinde verkaufte den Besitz im nächsten Jahr allerdings parzellenweise ihren Einwohnern, behielt allerdings das Schloss und funktionierte es zum Armenhaus um.
1910 schenkte die Bürgergemeinde von Pratteln das Schloss der Einwohnergemeinde, welche am 24. Juni 1963 durch die Gemeindeversammlung für 1'100'000 Franken eine Totalrenovation beschloss. Am 8. September 1968 wurde das Schloss durch ein grosses Fest wieder eingeweiht. Mittlerweile steht das Schloss unter Schutz der Eidgenossenschaft.